# Göstlinger Alpen
Göstlinger Alpen är en bergskedja i Österrike. Den ligger i den östra delen av landet, 110 km sydväst om huvudstaden Wien.
I omgivningarna runt Göstlinger Alpen växer i huvudsak blandskog. Runt Göstlinger Alpen är det ganska glesbefolkat, med 27 invånare per kvadratkilometer.